# Braina
Braina è un programma di riconoscimento vocale ed un assistente virtuale, per sistemi operativi Windows e Android
La versione gratuita offre il riconoscimento e la sintesi vocale online, relativamente ad una delle 36 lingue selezionabili dall'utente.

## Il nome
Il nome Braina è un'abbreviazione di Artificial Brain ("intelligenza artificiale").

È un programma proprietario, sviluppato e documentato in lingua inglese dalla società indiana Brainasoft, per scopi non commerciali..

## Funzionalità
Braina è un assistente personale virtuale, intelligente} che utilizza un'interfaccia a linguaggio naturale, la tecnologia del riconoscimento e della sintesi della voce per interagire con gli utenti, sia per eseguire istruzioni che per dettare testo.
L'applicazione è in grado di reperire informazioni da Internet, eseguire ricerche sul Web, trovare ed aprire file audio e video in base alla scelta dell'utente, trascrivere le parole dettate, impostare alert e promemoria, eseguire calcoli matematici, gestire le finestre e la GUI del sistema operativo (impostazioni, programmi, ecc.).

## Versioni
Oltre alla versione desktop per sistemi operativi Windows, Braina è anche disponibile in un'applicazione per terminali mobili sui quali risiedono sistemi operativi Android e iOS. Queste versioni hanno una funzionalità per la gestione da remoto di altri terminali connessi mediante Wi-Fi: controllo remoto di un computer Windows, RTU personalizzabile.

Braina è utilizzabile anche con tecnologia cloud.

## Distribuzioni
Braina è distribuita in due modalità:
- Braina Freeware Light, versione gratuita con limitazioni;
- Braina Professional, in abbonamento annuale, o con licenza "a vita").

La versione PRO permette all'utente di importare e processare in Braina uno o più file di testo per creare un vocabolario personalizzato e migliorare la qualità del riconoscimento vocale. Inoltre, permette di personalizzare una lista predefinita di comandi per gestire la configurazione di vari elementi dei sistemi Windows: pannello di controllo, menu esplora risorse, periferiche (mouse, tastiera, display, microfono, videocamera, stampanti), alcuni software (Internet Explorer, Microsoft Office, Notepad), la tastiera virtuale. Tramite queste funzionalità, è possibile registrare macro vocali per automatizzare alcune attività ripetitive.

## Riconoscimento vocale
Braina Light supporta 36 lingue, fra le quali: italiano, inglese, francese, tedesco, spagnolo, portoghese, russo, arabo, cinese, giapponese, indiano (hindi e malayan). greco e turco. A marzo del 2019, la versione base gratuita non era in grado di riconoscere i segni di punteggiatura in lingua italiana e inglese.

La versione PRO supporta 89 lingue, contando separatamente le specificità nazionali di alcuni idiomi (come inglese e spagnolo).
Immediatamente dopo l'installazione, è possibile iniziare a dettare, utilizzando il riconoscimento vocale: il programma non necessita di un addestramento preventivo mediante la lettura di brani al microfono, l'analisi dei file vocali o testuali indicati dall'utente, al fine di migliorare la qualità del riconoscimento tramite la creazione di librerie audio e di un vocabolario personalizzato.
Tramite il microfono come periferica di acquisizione, Braina è in grado di trascrivere con accuratezza la voce umana fluente di una persona singola nella lingua selezionata prima di registrare; non è disponibile, invece, il riconoscimento vocale di una conversazione fra molteplici utenti, né per la trascrizione di audio o video eseguiti in streaming da Internet sul terminale fisso o mobile.
Braina riesce ad "isolare" il riconoscimento della voce dell'utente da eventuali fattori ambientali di disturbo, quali: rumori di fondo, voci umane di altri interlocutori, audio eseguiti sullo stesso terminale nel quale risiede il programma, o da dispositivi esterni. Qualora l'utilizzatore inizi a dettare in lingue differenti da quella di registrazione, ovvero si manifestino altre sorgenti sonore, aumenta significativamente il numero di fonemi errati, intesi come parole o caratteri trascritti e non conformi al dettato.

## Sviluppi
Nel 2014, l'indiana Brainasoft ha lanciato Inforobo, un sistema di gestione della clientela, concepito per il settore bancario-assicurativo.

## Integrabilità
La sintesi vocale è attivabile su ambienti testuali come wiki, browser web o programmi di videoscrittura.
La versione PRO è in grado di trascrivere audio pre-registrati e trova impiego in ambito sanitario e biomedicale.

## Recensioni
La rivista Internet Tech Radar ha definito Braina come uno dei dieci programmi must-have nel 2015, e due anni dopo come il quarto migliore software di riconoscimento vocale esistente.